# Bajo Abroñigal
Bajo Abroñigal (denominado también Viaje del Bajo Abroñigal) fue un viaje de agua que abasteció a Madrid. Nace entre Canillas y Canillejas y transcurría hacia la ciudad siguiendo paralelo a la antigua carretera de Aragón. Las galerías de captación de agua confluían en la Casa Mochuelos, en un pozo de cabecera que tenía tres metros de profundidad. De ahí se extraía el agua para mandarla hacia el arca de agua de este viaje que estaba situada junto a la desaparecida Puerta de Recoletos, próximo al actual Museo Arqueológico Nacional.  Posee una longitud de siete kilómetros y medio. Por su caudal es el primer viaje en importancia, se considera que transporta 'aguas finas', es decir, agua potable. Abasteció a Madrid desde el siglo XVII (aproximadamente en 1619, cuando fue construido) hasta 1858 justo cuando comenzó su actividad el Canal de Isabel II. Este viaje llegaba a abastecer a una veintena de fuentes públicas que servían de punto de toma a 393 aguadores y a un centenar de fuentes particulares. Eusebio Villalba Buendía y Josefa Fernández Díaz fueron los últimos habitantes de la Casa Mochuelos, Josefa falleció el 11 de noviembre de 1897 mientras que Eusebio siguió viviendo en esta dependencia municipal hasta el día de su fallecimiento, el 27 de enero de 1906, ejerciendo hasta dicha fecha como guarda de fontanería. Entre sus labores como fontaneros de la villa, estaban las de vigilancia, reparación y mantenimiento de las incidencias así como el custodio de las llaves de delimitaban los diferentes tramos de este viaje del agua.
A día de hoy, los descendientes de Eusebio y Josefa mantienen vivo su recuerdo a través del blog Casa Mochuelos donde cuentan la historia de su familia desde el siglo XVIII hasta la actualidad